# Клейна, Милана Викторовна
Милана Викторовна Клейна (Клеина) (род. 21 июня 1976) — российская самбистка и дзюдоистка, бронзовый призёр чемпионатов России по дзюдо, двукратная чемпионка мира по самбо, Заслуженный мастер спорта России по самбо. По самбо выступала в легчайшей (до 48 кг) и полулёгкой (до 52 кг) весовых категориях. Тренер отделения самбо в МБУ СП СШ «Виктория» города Сургут.

## Спортивные результаты
- Чемпионат России по дзюдо 1994 года — ;
- Чемпионат России по дзюдо 1997 года — ;
- Чемпионат России по дзюдо 1998 года — ;